# León

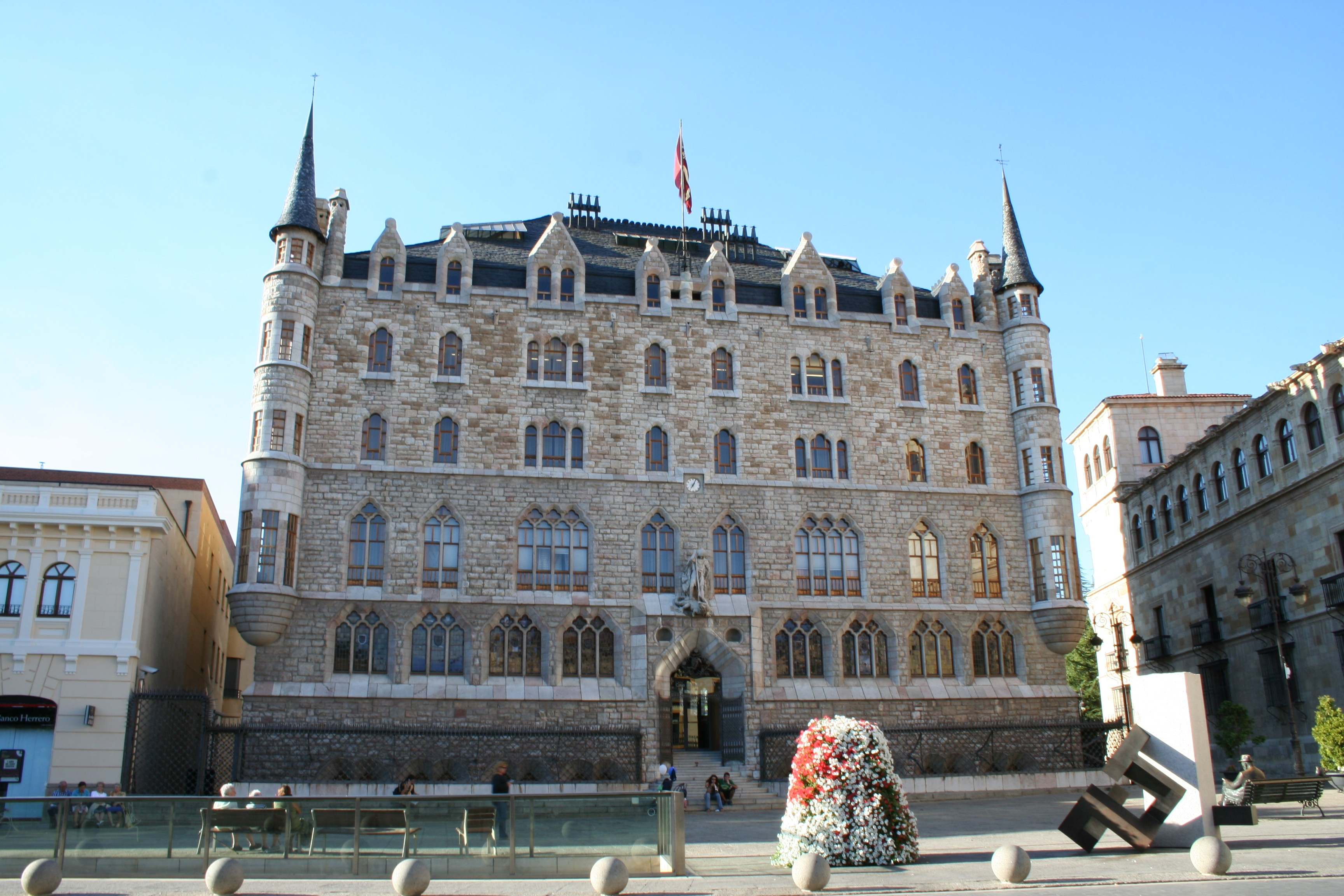
Casa Botines.

León (spanskt uttal: [leˈon], leonesiska: Llión) är en stad och kommun i den autonoma regionen Kastilien och León i nordvästra Spanien. Staden ligger cirka 288 kilometer nordväst om Madrid. León är huvudort i provinsen med samma namn. Kommunen har 122 243 invånare (2024), på en yta av 39,03 km².
Staden grundades vid Kristi födelse av romerska legioner. León var också huvudstad i kungariket León mellan ungefär 800 och 1150. Kalkstensfjällen med lövskog och gräs i norra provinsen utgör gränsen till oceaniska klimatet.

## Historia
León grundades under det första århundradet före Kristus av den romerska legionen Legio VI Victrix. År 68 grundade Legio VII Gemina ett permanent militärläger, som sedan växte fram till en senare stad. Det moderna namnet härstammar från stadens latinska namn, Legio, från den romerska legionen under Galba som rekryterade iberer, som sedan etablerade staden för att skydda territoriet från asturier och kantabrier och för att säkra transporten av guld som utvanns i provinsen, särskilt det från Las Médulas. Staden var sedan huvudbas för legionen och en knutpunkt för guldhandeln. År 540 erövrade visigoterna under kung Leovigild staden och senare erövrades den av morerna.
Kungariket León grundades 910. På 1200-talet skulle det växa fram till ett imperium som sträckte sig till floden Rhône. År 1230 besteg Fernando III både den kastilianska tronen och tronen i León och förenade därmed de båda kungadömena. Hans son, Alfonso X delade kungadömena i sitt testamente, vilket dock inte accepterades av regenten i Kastilien, och återförenade tronerna. Mellan åren 1296 och 1301 var León ett självständigt kungadöme igen, och fram till 1833, när Spanien delades in i regioner och provinser, var kungadömet ett eget kronterritorium.

## Klimat
Leóns klimat är kontinentalt medelhavsklimat. Sommaren är het, men lindras något på grund av stadens höga höjd, med maximala temperaturer runt 27 °C. Temperaturen är svalare, med ett årligt genomsnitt på 10,9 °C, med kalla vintrar (0–4 grader). Frost är mycket vanligt (74 dagar med frost per år i genomsnitt). Snö brukar falla 16 dagar i genomsnitt per år, men kraftigt snöande är ovanligt.

## Byggnader
León är känt för sin gotiska katedral och många andra monumentala byggnader, till exempel Real Colegiata de San Isidoro (som inrymmer Royal Pantheon, ett mausoleum där det medeltida kungariket Leóns kungliga familj begravdes, och också har en av världens bästa samlingar av romanska målningar), Casa Botines (ett tidigt arbete av den spanska arkitekten Antoni Gaudí, som numera är en bank), San Marcos (kloster, fängelse, sjukhus, koncentrationsläger, etc., men numera hotell), och MUSAC (museum för modern konst). León är också känd för sina festligheter, som påsken. Leóns processioner har förklarats vara av internationellt intresse och många människor från hela världen besöker León för att se och delta i dess traditioner.

## Kända personer från León
- Buenaventura Durruti, anarkist, milisman och en av centralgestalterna i Spanska revolutionen